# Angelique Rockas

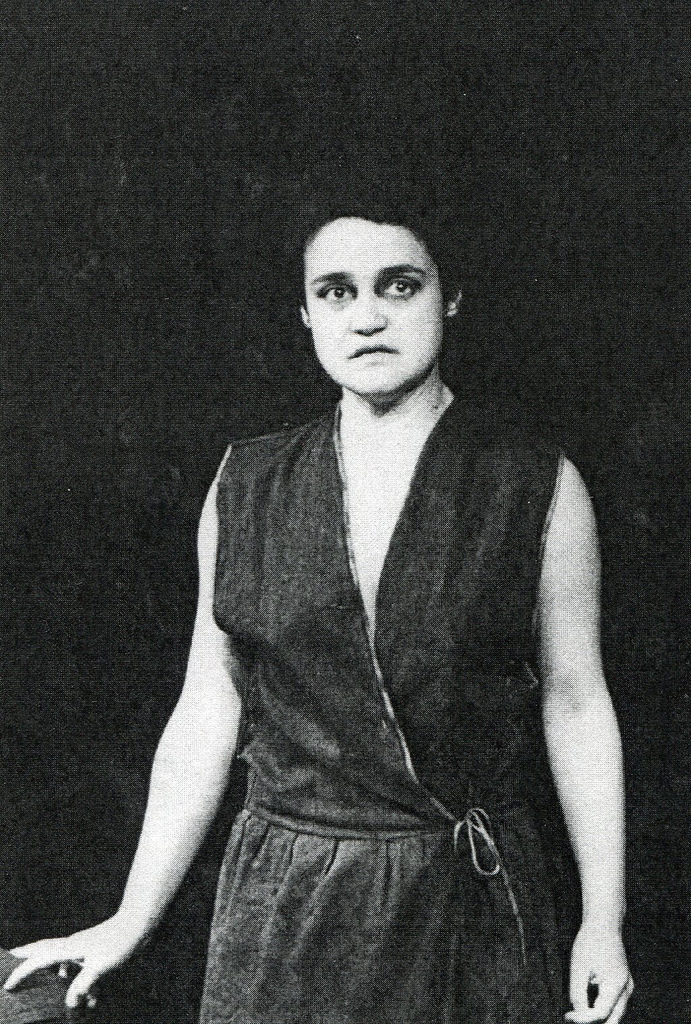
Angelique Rockas, Emma, Het Kamp Griselda Gambaro

Angelique Rockas (Boksburg, 31 augustus 1951) is een Zuid-Afrikaans-Grieks theater-, film- en televisieactrice, producent en activist, het meest opvallend om Londen in de jaren tachtig kennis te laten maken met zijn multi-raciale en multinationale theaterproducties. Rockas richtte Internationalist Theatre in het Verenigd Koninkrijk op met beschermheer Athol Fugard. Het theater bevatte multi-raciale afgietsels in klassieke toneelstukken en verbrak rassenbarrières die eens geaccepteerde normen waren voor theatervoorstellingen.

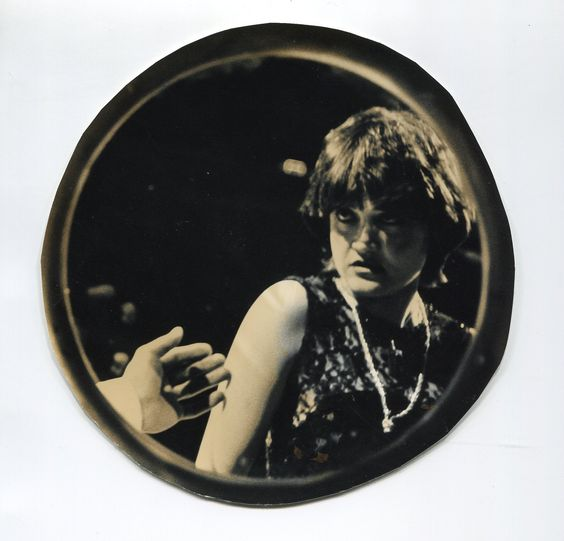
Angelique Rockas,Carmen, Het Balcon

## Acteercarrière
Haar podiumrollen omvatten Euripides' Medea bij Theatro Technis, Emma in Het kamp van Griselda Gambaro, 'Freule Julie' van August Strindberg, en Miriam in Tennessee Williams' In de kroeg van een hotel in Tokio. beide geregisseerd door Alkis Kritikos en Lady Macbeth in Macbeth,
Rockas filmrollen omvatten Henrietta in The Witches (De Heksen) van Nicolas Roeg, onderhoudsvrouw in Outland (Peter Hyams), en Nereida in Oh Babylon (Costas Ferris).
Op de Griekse tv speelde ze mevrouw Ortiki in Emmones Idees, geregisseerd door Thodoros Maragos.

## Internationalis Theater
Voor het Internationalist Theater dat ze produceerde:
- Jean Genet, Het Balkon (1981)[15][16][17][18][19]
- Griselda Gambaro,  Het Kamp(1981).[20][21][22]
- Bertolt Brecht, Mutter Courage und ihre Kinder(1982).[23][24][25][26]
- Luigi Pirandello, LIOLA(1982).[27][28][29]
- Tennessee Williams, In de Kroeg van een Hotel in Tokio(1983).[30][31][32]
- August Strindberg, Freule Julie(1984).[33][34][35]
- Maksim Gorki, Vijanden met Ann Pennington (1985).[36][37][38][39][40]

## Archief
- British Library [dode link]

- BFI
- Bertolt-Brecht-Archiv Akademie der Künste Informationen zu Angelique Rockas Gründerin der Theatercompagnie Internationalist Theatre